# Macroplea
Macroplea — рід жуків з підродини Donaciinae родини листоїдів. Рід об'єднує єдиних повністю водяних жуків-листоїдів. Налічує 6 видів, поширених у Палеарктиці.

## Опис
Забарвлення тіла не металеве. Лапки довше за гомілки, їх коготковий сегмент дуже довгий, в півтора-два рази перевищує інші, разом узяті. Зовнішній верховий кут надкрил витягнуто в шип.

## Систематика
До роду відносять 6 палеарктичних видів:
- Macroplea appendiculata (Panzer, 1794)
- Macroplea japana (Jacoby, 1885)
- Macroplea mutica (Fabricius, 1792)
- Macroplea pubipennis (Reuter, 1875)
- Macroplea ranina Lou and Yu, 2011
- Macroplea huaxiensis Lou and Liang, 2011

Вид Macroplea skomorokhovi (Medvedev, 2006) більшість авторів вважають синонімом Macroplea japana.